# Helvetesmaskin

Helvetesmaskin, 1600-tal - Skoklosters slott

Detonationsurverk från 1600-talet

Helvetesmaskin, 1600-tal

Helvetesmaskin kallades sedan slutet av 1600-talet ett med krut, bomber eller andra sprängämnen utrustat fartyg, som drevs eller fick flyta mot broar, dammar och dylikt, där det genom stöten exploderade och åstadkom förödelse. Numera menar man med helvetesmaskin vanligen ett för åstadkommande av en oväntad och förstörande explosion avsett mordverktyg, till exempel en med ett explosivt ämne fylld låda, vilken efter en viss beräknad tid exploderar. De användes vid attentat av anarkister i 1800-talets Ryssland, så kallade nihilister. 
Helvetesmaskinkonspirationen eller Rue Saint-Nicaisekonspirationen var den sammansvärjning som utförde attentatet mot Napoleon I 24 december 1800.
Det detonationsurverk som finns i Skoklosters slotts samlingar utgör endast själva tändmekanismen som skulle placeras i en behållare med krut. Den är en av ursprungligen två helvetesmaskiner som var avsedda att placeras i fartygen Draken och Tre lejon då de låg i hamn i Wismar år 1645. Attentatsmännen greps dock innan de hann utföra dådet. Skeppet Tre lejon var det skepp som Carl Gustav Wrangel förde befäl över i slaget vid Femern.